# Thomas Dunne (Politiker)
Thomas Dunne (* 10. März 1926 im County Tipperary, Irland; † 3. August 1990 in County Tipperary, Irland) war ein irischer Politiker der Fine Gael.

## Biografie
Dunne begann seine politische Laufbahn 1957, als er erstmals versuchte, in den Dáil Éireann gewählt zu werden. Dies misslang. 
Bei den Wahlen 1961 gelang es ihm aber, als Abgeordneter (Teachta Dála) des Unterhauses (Dáil Éireann) im Wahlkreis Tipperary North gewählt zu werden. Diesen Sitz verteidigte er bis 1977.
Vom 13. März 1973 bis zum 22. Juni 1977 war er Mitglied der Oireachtas-Delegation im Europäischen Parlament.

## Quelle
- Eintrag auf der Homepage des Oireachtas